# Hans Kuyper (schrijver)
Hans Ewout Kuyper (Oostvoorne, 6 maart 1962) is een Nederlandse kinderboekenschrijver. Daarvoor werkte hij onder andere bij de radio en als regisseur voor theatervoorstellingen.

## Biografie
Kuyper werkte vijftien jaar bij de radio, onder meer voor Wordt Vervolgd Radio en als presentator van Pyjamapret. In 1987 regisseerde hij zijn eerste theatervoorstelling. Het was de eenakter Barbara's bruiloft van J.M. Barrie. In 1988 begon Kuyper als regisseur van musicals in Hoorn. Hij maakte daar zes producties, waaronder Foxtrot van Annie M.G. Schmidt, waarin hij ook de hoofdrol speelde en zong.
Naast regisseren begon Kuyper met toneelschrijven, waaronder de eenakter Povische schoenen, Verflucht (1997) en Josjes droom, een bewerking van het gelijknamige boek van zijn broer, auteur Sjoerd Kuyper. Op aanraden van Sjoerd stapte Kuyper met een verzameling versjes naar Uitgeverij Leopold. Naast versjes verscheen bij Leopold ook proza, eerst voor beginnende lezers, maar sinds De Watermensen (Global Image, 2000) ook voor oudere kinderen.
Na een aantal jaren kwam de erkenning voor zijn werk: kinderjuryprijzen en een staatsprijs voor De prinses op het hek - een Oostenrijkse staatsprijs, die illustrator Alice Hoogstad en Kuyper niet wilden aannemen vanwege de toenmalige deelname van Jörg Haiders FPÖ aan de Oostenrijkse regering. Werk van Kuyper verschijnt regelmatig in Okki en Taptoe en in allerlei verzamelbundels en bloemlezingen.
In 2007 werd Kuyper benoemd tot eerste officiële Stadsdichter van Zaanstad. In 2009 werd die benoeming nog eens voor twee jaar verlengd. Van 2008 tot en met 2017 trad hij ook regelmatig op met de 'Bende van 4', een band die kinderpop speelde. Op 14 november 2010 won hun liedje 'Opa' de kinderjuryprijs tijdens de uitreiking van de eerste Willem Wilminkprijs voor het beste Nederlandse kinderlied.
De roman Achter de draad, over de Eerste Wereldoorlog aan de Belgisch-Nederlandse grens, kwam in 2015 op de shortlist van de Thea Beckmanprijs voor het beste historische jeugdboek. In hetzelfde jaar werd Kuyper gevraagd zich aan te sluiten bij de Schrijvers van de Ronde Tafel en schreef hij direct mee aan de verzamelbundel Kinderen van het Hoge Huys over het Muiderslot.
Op 21 maart 2018 werd Kuyper gekozen als lid van de  gemeenteraad van Zaanstad, voor de lokale linkse partij ROSA.